# 김달삼
김달삼(金達三, 본명: 이승진, 본명 한자: 李承晉, 1923년 8월 4일~1950년 3월 20일)은 남조선로동당 제주도당 군사부장 겸 유격대 사령관으로서 제주 4·3 사건을 주도하였다.
1948년 8월에 월북하여 최고 인민회의 대의원 및 주석단에 선출되어 조선민주주의인민공화국 창건에 참여하였고, 김일성으로부터 국기훈장 2급을 받았다. 1949년 8월에는 유격대원 300여명을 이끌고 38선을 침투하여 경북 보현산 일대에서 대한민국 전복활동을 하다가 6.25 전쟁 직전인  1950년 3월 20일에 국군에게 사살되었다.
현재 평양 애국열사릉에 그의 묘비가  세워져 있다.

## 생애
본명 이승진(李承晉)이며(가명은 김달삼, 이상길), 남제주군 대정면 영락리에서 이평근의 차남으로 출생하였다. 유년 시절 부모를 따라 대구로 이주, 대구 심상소학교를 졸업하고 중학교로 진학하였다가 아버지를 따라 도일, 오사카에 거주, 교토 성봉중학교를 거쳐 도쿄 주오 대학 재학 중 학병으로 징집되어 복지산 육군예비사관학교를 수료하고 일본군 소위로 임관하였다. 그리고 1945년 1월에 대정면 안성리 출신인 남로당중앙당 선전부장 강문석의 딸 강영애와 결혼하였다. 해방후 이승진은 대구의 형집에 임시 기거하면서 1946년 10월 1일의 대구폭동에 깊이 개입했다. 폭동 초기의 소위 시체사건의 주모자로 개입했고, 조선공산당 대구시당 서부지역 세포책임자로 활동하다가 경찰의 체포를 피해 연말경 귀향하여 대정면 하모리에 거주하였다. 이승진은 남로당 제주도 대정면당 조직부장을 맡았으며 동시에 모슬포 대정중학 사회과 교사로 재직하면서 학생들에게 변증법, 유물론, 유물사관 등 이념교육을 시켰다. 경비대 9연대와 대정 중학은 일본군이 사용했던 병영을 나누어서 사용하고 있었는데 이승진(김달삼)은 제9연대 문상길 중위와 자주 어울렸다. 그리고 1947년의 3.1 사건 이후에는 남로당 제주도당으로 진출하여 조직부 차장을 거쳐 조직부장이 되었고 1948년 2월 25일에는 신설된 군사부장이 되었으며 유격대 사령관을 겸함으로써 4.3사건을 사실상 주도하였다.

### 4.3 사건 주도
1948년 초 "남북한 동시 선거로 통일정부를 수립하자"라는 유엔의 제안을 소련이 거부함으로서 대한민국 정부수립을 위한 남한만의 선거가 결정되자 남한에 우익 정부가 수립되면 남로당은 소멸될 위기에 처하게 되므로 월북해 있던 남로당 지도자 박헌영은 2.7 폭동을 일으켜 단독선거를 저지하라는 지령을 내렸는데 2.7 폭동은 경찰의 대처로 큰 성과 없이 진압되었다. 1948년 1월 22일 경찰이 압수한 문건에 의하면 제주도당에게도 2월 중순부터 3월 5일 사이에 폭동을 일으켜서 인민공화국을 수립하라는 폭동 지령이 내려왔다.  그런데 폭동 준비를 위한 회의에 참석했던 남로당원 220여명이 2회에 걸쳐서 경찰에게 체포되었다.
경찰의 체포를 면한 남로당 제주도당과 면책 이상의 간부급 19명이 2월 22일 신촌회의에서 강온파간 격론 끝에 단선 단정을 저지하고 남로당 조직을 방어하기 위하여 경찰에 대한 반격전(폭동)을 결정하였는데 폭동을 맨먼저 제의했던 사람이 강경파의 선봉인 조직부장 김달삼이었다.
폭동 결정 직후, 제주도당의 조직 개편시 강경파가 전면에 등장하였는데 김달삼은 신설된 군사부장이 되었다. 군사부장은 유격대사령관을 겸하게 됨으로써 사실상 4.3 사건을 주도하게 된다.
제주도당은 4월 3일 새벽에 4.3 사건을 일으키기로 계획하였는데 계획의 주요 내용은 경비대를 동원하여 제주읍의 경찰력을 분쇄하고 자체 양성한 유격대는 각 면에 있는 경찰지서를 공격하며, 경찰 가족, 우익 인사, 선거관리 위원들을 살해하는 것이었다. 4월 3일 새벽 12개 지서가 남로당유격대의 공격을 받았고 경찰, 경찰 가족, 우익인사, 선관위원들이 살해되었다. 그런데 경비대가 동원되지 않아 제주읍은 평온하였는데 경비대가 동원되지 않은 것은 중앙당의 지시가 없었다라는 경비대 프락치(문상길)의 변명이 있었으나 사실은 당일 경비대에 탄약이 없었기 때문이었다.
미군정은 경찰이 남로당의 폭동을 진압하지 못하자 경비대를 투입하기로 하고 4월 20일에 부산의 제5연대에서 1개 대대(대대장 오일균 소령)를 제주도로 이동시켰다. 이에 김달삼은 경비대 내 남로당 프락치인 문상길 중위와 양자회담을 한 바 있었고 4월말까지 김익렬-김달삼-오일균 3자 회담과 김익렬-김달삼 양자 회담을 하였다. 4월 28일의 김익렬-김달삼 양자 회담에서는 "단선단정 반대, 경찰 무장해제와 토벌대 철수, 반동테러단체 해산 및 철수, 피검자 석방 및 불법 검거, 투옥 학살 중지" 등을 요구하였다. 김익렬로부터 폭도들의 정당성과 경찰의 불법성에 의견 일치를 보았으며 사건의 평화적 해결을 위하여 노력하겠다는 약속을 받아 냈다. 그러나 이 회담은 5월 6일 김익렬이 연대장직에서 해임되면서 없던 일이 되어 버린다. 그리고 제9연대장이 5월 6일부로 박진경 중령으로 교체되자 5월 7일에는 남로당 중앙당에서 지도원(올구)이 제주도당에 당도하였고 5월 10일에는 남로당 대표로 김달삼-김양근, 경비대 프락치 대표로 오일균 소령, 이윤락 중위 등 4명이 대책회의를 하였는데 이회담에서 신임 9연대장 박진경 중령을 숙청하기로 결정하였다. 이 결정으로 인해 박진경 연대장은 6월 18일 새벽에 경비대 내의 남로당 프락치 문상길 중위 일당에게 암살된다.

### 월북 이후 행적
1948년 초 북한은 사실상 정부 수립 상태였으나 남한이 정부 수립을 위하여 5월 10일에 제헌의원을 선출하자 북한도 정부수립 절차를 밟기 시작하였다. 그래서 남한의 국회의원 격인 인민회의 대의원 선출을 위하여 북한은 1948년 8월 21일~25일에 해주에서 남조선 인민 대표자 회의를 개최했다. 김달삼은 이 회의 참석을 위하여 1948년 8월 2일 배로 제주도를 출발하였다. 김달삼은 월북해서 주석단과 최고인민회의 대의원으로 선출되었다. 그리고 김달삼은 연설도 하였는데 4.3 사건에 관해서 "경찰의 탄압에 대한 저항과 단독 선거에 대한 분노가 폭발해서 벌어진 자연 발생적인 총궐기"라고 주장하고는 "통일정부를 거론한 후 스탈린 대원수 만세!"를 외쳤다.
김달삼은 월북시 '제주도 인민유격대 투쟁보고서'를 손수 작성하여 가지고 월북했는데(남로당 지도자 박헌영에게 보고용) 4.3의 목적에 대해서 ⓵ 조직수호 ⓶단선 단정 반대라고 기록하고는 해주 연설에서는 경찰의 탄압과 단선에 대한 민중항항론을 주장한 것이다.
해주 대회를 마친 김달삼은 제주도로 귀환하지 않고 북한에 머물면서 북한의 인민공화국 건설에 적극 참여했으며 1949년 1월 8일에는 김일성으로부터 국기훈장 2급을 직접 수여받았고 대남 무장간첩 양성소인 강동정치학원을 수료하고 1949년 8월 4일 게릴라 대원 300명을 이끌고 38선을 침투하여 경북 일대에서 대한민국 전복을 위하여 치열한 유격전을 전개하였다.
김달삼은 제3병단 제1부관을 겸하다가 사령관 이호재가 전사하자 제3병단 사령관이 되었고 6.25 전쟁 중인 1950년 9월 30일 국군에 의해 사살되었다. 김달삼의 죽음에 관해서는 몇차례 신문 보도가 있었는데 그중 1950년 3월 22일 강원도 정선의 반론산 사살설이 대대적으로 보도되었다. 그런데 북한에 있던 소련 대사관 근무자는 김달삼이 3월 22일 반론산에서 사살되었다고 대한민국 언론에 보도되고 있으나 실은 김달삼이 3월말에 평양에 들어왔고 4월 3일에 북한 남로당중앙위원회 보고서를 제출했다고 함으로써 반론산 사살설을 부인하였다.
북한 당국은 평양 근교 신미리의 애국 열사 능에 김달삼의 가묘를 만들었는데 묘비에는 "남조선 혁명가, 1926년 5월 10일 생, 1950년 9월 30일 전사"로   쓰여있다.

## 같이 보기
- 김익렬
- 남조선로동당
- 제주 4·3 사건